# Rocca Susella
Rocca Susella – miejscowość i gmina we Włoszech, w regionie Lombardia, w prowincji Pawia.
Według danych na rok 2004 gminę zamieszkiwało 228 osób, 19 os./km².